# Миклер, Георг
Альфред Георг Миклер (нем. Alfred Georg Mickler; 7 сентября 1892, Шарлоттенбург, Пруссия — 14 июня 1915, Тарнув) — немецкий и венгерский легкоатлет, выступавший в беге на средние дистанции. Участник летних Олимпийских игр 1912 года.

## Биография
Георг Миклер родился 7 сентября 1892 года в немецком городе Шарлоттенбург (сейчас часть Берлина).
Выступал в легкоатлетических соревнованиях за берлинский «Шарлоттенбург». В 1911—1912 годах был серебряным призёром чемпионата Германии в беге на 1500 метров. В 1913 году стал чемпионом Германии в беге на 800 и 1500 метров, рекордсменом мира в беге на 1000 метров.
В 1912 году вошёл в состав сборной Германии на летних Олимпийских играх в Стокгольме. В беге на 1500 метров занял в полуфинале 5-е место. В командном беге на 3000 метров команда Германии, за которую также выступали Эрвин фон Зигель, Георг Амбергер и Грегор Фиц, проиграла в полуфинале сборной Швеции.
В 1914 году выступал за Венгрию, стал чемпионом Венгрии.
Участвовал в Первой мировой войне. Был лейтенантом 203-го резервного пехотного полка.
Погиб в бою 14 июня 1915 года в австро-венгерском городе Тарнув (сейчас в Польше).

## Личные рекорды
- Бег на 1500 метров — 4.06,0 (1914)[1]
- Бег на 3000 метров — 9.19,2 (1913)[1]